# 柳叶鳝藤
柳叶鳝藤（学名：Anodendron salicifolium）是夹竹桃科鳝藤属的植物。分布在台湾岛、日本以及中国大陆的浙江等地，常生长在山地林中，目前尚未由人工引种栽培。